# 이현성
이현성(1993년 5월 20일 ~ )은 대한민국의 축구 선수로, 포지션은 미드필더이다. 현재 울산시민축구단 소속이다.

## 선수 경력
2016년 인천 유나이티드 FC에 입단하였으며, 1라운드 제주 유나이티드 FC와의 경기를 출전으로 데뷔했고 그 해 9경기를 뛰며 준수한 기록을 남겼다.
2017 시즌을 앞두고 경남 FC로 임대 이적하였다.
2018 시즌 여름 이적시장을 통해 서울 이랜드 FC로 이적했다. 이현성은 이적하자마자 서울 이랜드의 주전 미드필더로 자리매김하였다. 7월 4일 광주 FC와의 원정 경기에서 선발 출장하며, 서울 이랜드에서의 데뷔전을 가졌다. 9월 8일 27라운드 수원 FC와의 경기에서 47분 경 디에고 비엘키에비츠의 골에 도움을 기록하며, 서울 이랜드에서의 첫 공격포인트를 올렸다. 9월 30일 광주와의 홈 경기에서 87분 경 0 : 3으로 뒤쳐진 상황에서 추격골을 성공시키며, 서울 이랜드에서의 첫 득점을 기록하였으나, 이내 광주의 공격수 나상호의 멀티골로 팀이 1 : 4 대패를 당하면서 데뷔골에 대한 조명이 빛을 바랬다.
2019 시즌을 앞두고 서울 이랜드 FC의 부주장으로 선임되었다.
2020시즌을 앞두고 시흥시민축구단에 입단했다.
2020시즌 여름 이적시장을 통해 K3리그의 창원시청 축구단으로 이적했다.
2022시즌을 앞두고 울산시민축구단에 입단했다.

## 국가대표 경력
2015년 하계 유니버시아드를 앞두고 유니버시아드 대표팀에 발탁되었다.

## 수상

### 클럽
경남 FC
- K리그 챌린지 : 우승 (2017)

### 국가대표
대한민국
- 2015년 하계 유니버시아드 은메달